# Tullinge kyrka
Tullinge kyrka är en kyrkobyggnad i Tullinge i Botkyrka kommun i sydvästra Storstockholm. Kyrkan tillhör sedan 2006 Botkyrka församling, efter att från 1992 tillhört Tullinge församling.
Kyrkan ligger på ett högt berg med utsikt över Tullingesjön och Vita villorna på Tumba-sidan av sjön.
Kyrkan byggdes med hjälp av insamlade medel och gåvor, och blev klar och invigdes 1958. Den ritades av Georg Rudner. Den har inget torn, utan i stället en klockstapel av lärk, som står på en forntida gravkulle vid kyrkan.
SL-buss 723 med nedsänkt golv går från Tullinge pendeltågsstation via Tullingeberg till Tullinge gård vid Tullinge kyrka.

## Inventarier
Inne i kyrkan finns ett kors med guldstrålar gjort av konstnären Ingvar Jörpeland. Där finns också en dopfunt tillverkat av silver från gamla biograffilmer. Dopfunten är gjord och skänkt av  Gert Karlsson. Vidare finns två tavlor, "Birgittas uppenbarelse" av Mina Carlson-Bredberg och  "Gravläggning" av Walter Köhler.

### Orgel
- 1957 byggde Werner Bosch, Kassel, Tyskland en orgel med 5 stämmor.
- Den nuvarande orgeln byggdes 1983 av Åkerman & Lund Orgelbyggeri AB, Knivsta och är en mekanisk orgel. Orgeln har ett tonomfång på 56/30. Gemensam svällare och tremulant för manual I och II.

| Manual I      | Manual II     | Manual I/Manual II | Pedal      | Koppel |
| Blockflöjt 8' | Borduna 8'    | Kvinta 2 2/3'      | Subbas 16´ | I/P    |
| Principal 4'  | Vox retusa 8' | Flöjt 2'           | Flöjt 8'   | II/P   |
|               | Tvärflöjt 4'  | Ters 1 3/5'        | Fagott 16' | II/I   |
|               |               | Sedecima 1'        |            |        |
|               |               | Mixtur III         |            |        |
|               |               | Dulcian 8'         |            |        |
|               |               | Tremulant          |            |        |
|               |               | Crescendosvällare  |            |        |

## Galleri

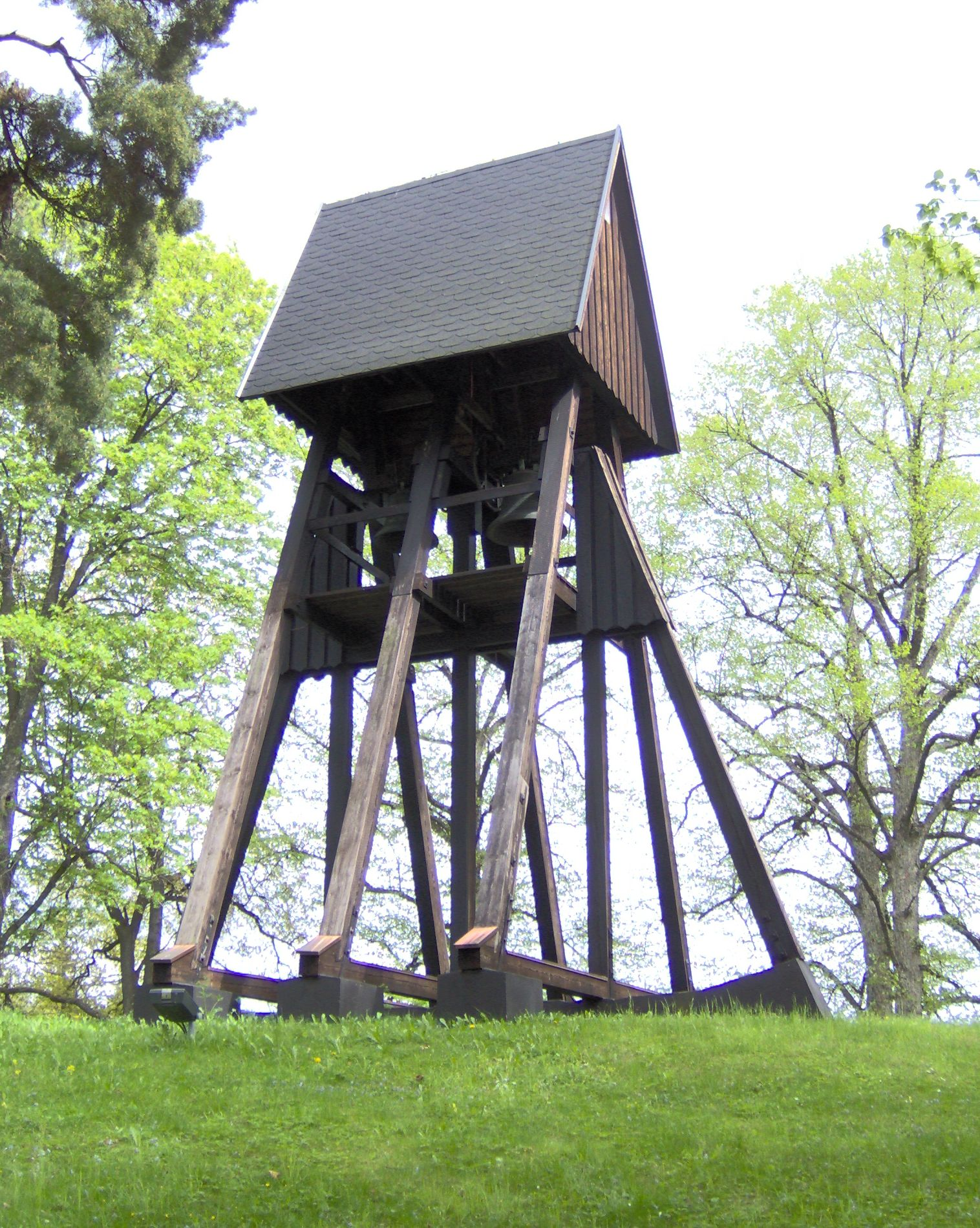
Tullinge kyrkas klockstapel på en forntida gravhög.
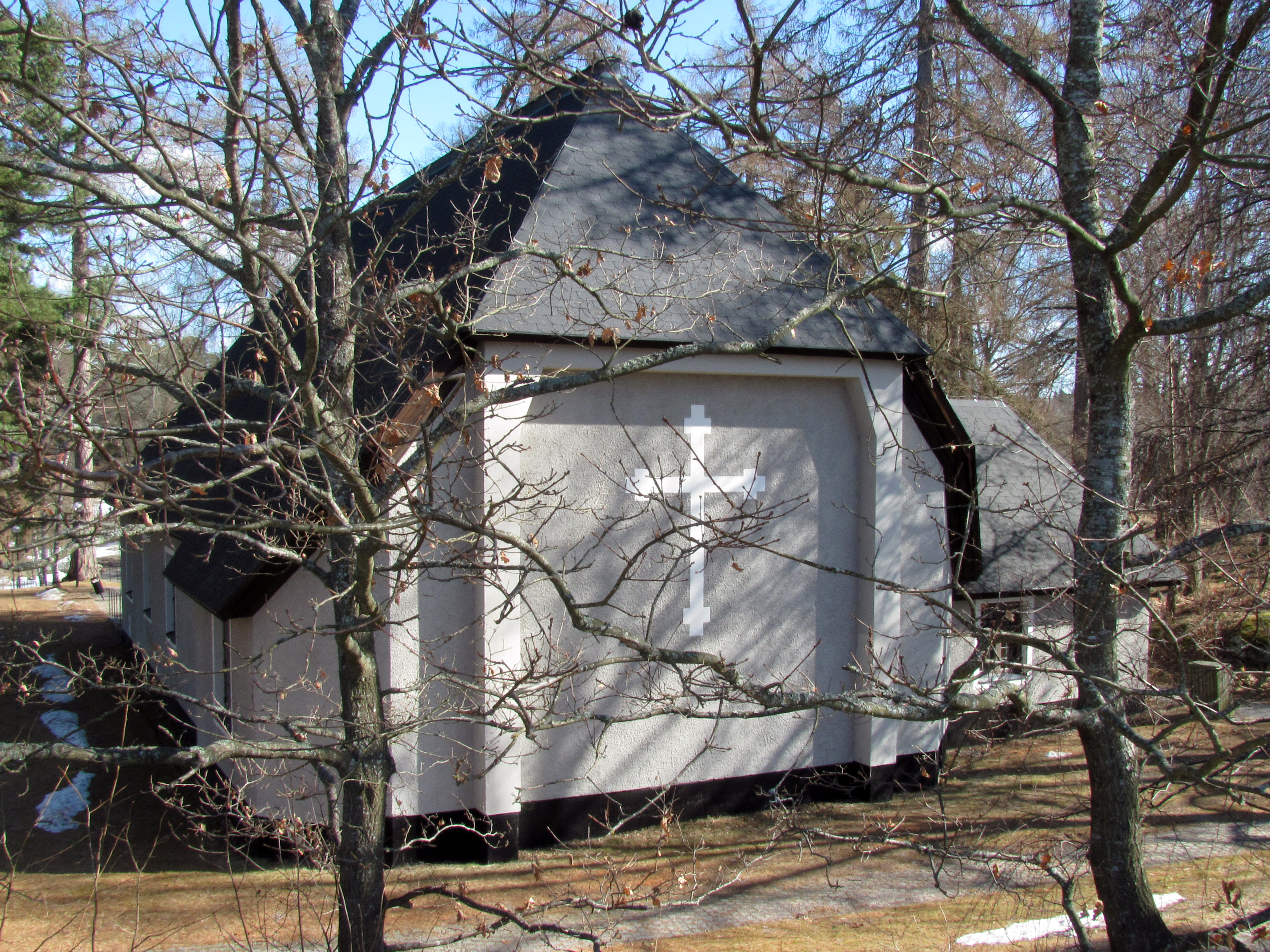
Tullinge kyrka - västra fasaden.
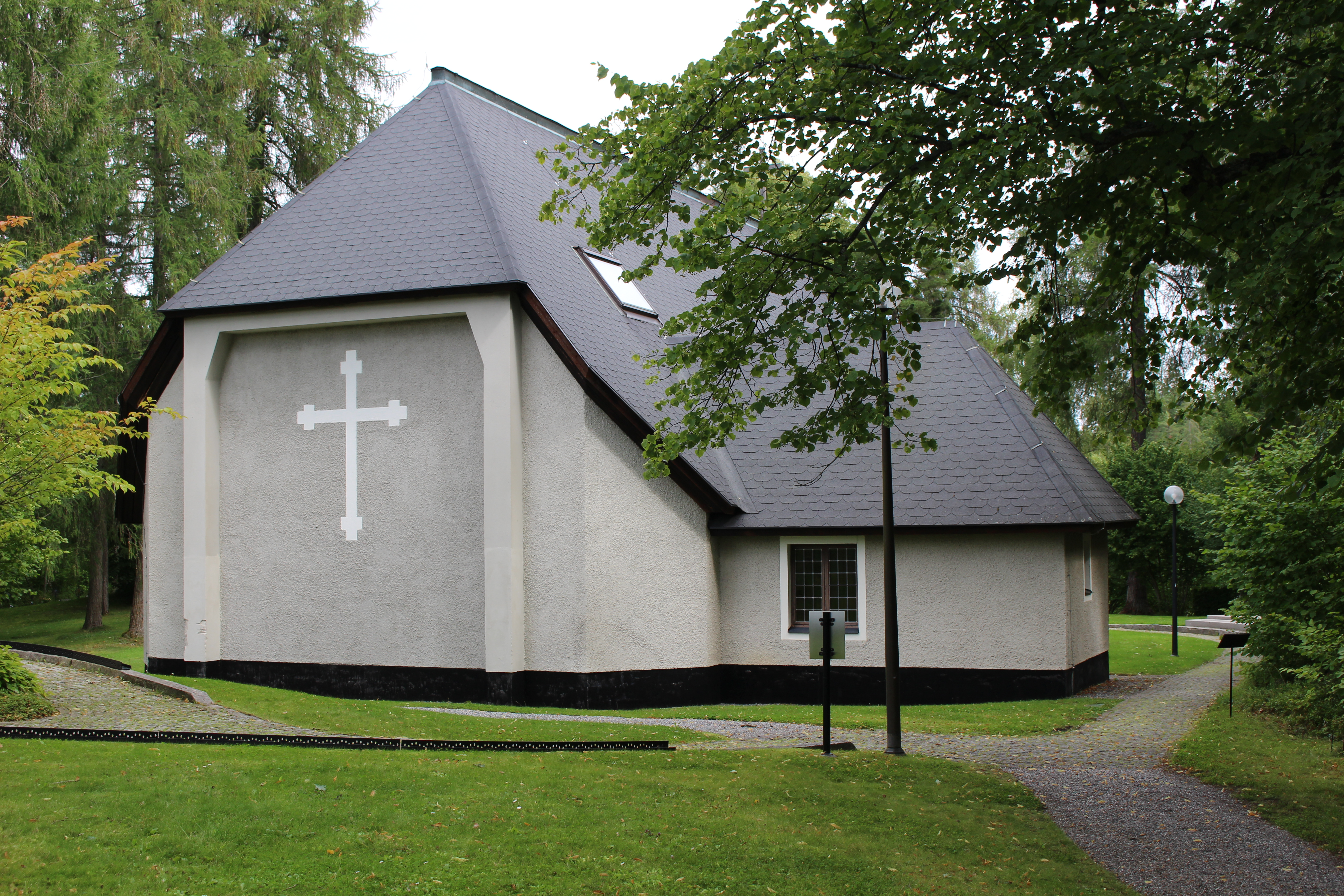
Tullinge kyrka - västra fasaden.